# گینسویل (آلاباما)
گینسویل (به انگلیسی: Gainesville) شهری در شهرستان سامتر ایالت آلاباما است که مساحت آن ۴٫۴۵ کیلومتر مربع است و در سرشماری سال ۲۰۱۰ میلادی، ۲۰۸ نفر جمعیت داشته و تراکم جمعیتی آن، ۴۶٫۷۴ نفر در هر کیلومتر مربع بوده است.